# Probolus coerulescens
Probolus coerulescens är en stekelart som beskrevs av Heinrich 1974. Probolus coerulescens ingår i släktet Probolus, och familjen brokparasitsteklar. Inga underarter finns listade.